# Ronald Ferguson Thomson
Sir Ronald Ferguson Thomson KCMG, CB (* 26. Juni 1830; † 15. November 1888) war ein britischer Diplomat.

## Leben
Ronald Ferguson Thomson wurde am 7. September 1848 zum Gesandtschaftssekretär dritter Klasse in Teheran ernannt und am 5. Januar 1852 zum bezahlten Attaché befördert, er verbrachte sein gesamtes Berufsleben in Teheran. 1879 folgte er seinem älteren Bruder William Taylour Thomson im Amt des Botschafters in Teheran. In seiner Amtszeit fand der Scheich-Ubeydallah-Aufstand statt.
Ronald Ferguson Thomson wurde 1887 in den Ruhestand versetzt.